# Michaił Astaszkin
Michaił Jegorowicz Astaszkin (ros. Михаил Егорович Асташкин, ur. 17 grudnia?/30 grudnia 1908 we wsi Naszczi obecnie w obwodzie riazańskim, zm. 14 września 1941 k. chutoru Ważnyj w rejonie bielajewskim w obwodzie odeskim) – radziecki lotnik wojskowy, kapitan, odznaczony pośmiertnie Złotą Gwiazdą Bohatera Związku Radzieckiego (1942).

## Życiorys
W 1925 skończył 7-letnią szkołę w mieście Jełat´ma, w 1930 został powołany do Armii Czerwonej, od 1932 należał do WKP(b). W 1932 został skierowany do wojskowo-teoretycznej szkoły lotników w Leningradzie, w której ukończył teoretyczny kurs, później uczył się w wojskowej szkole lotniczej w Engelsie, którą ukończył w grudniu 1934 i został instruktorem lotniczym. W 1940 uczestniczył w wojnie z Finlandią jako dowódca eskadry, za udział w walkach został odznaczony orderem, później wyznaczono go dowódcą 1 eskadry w 69 pułku lotnictwa myśliwskiego. Po ataku Niemiec na ZSRR brał udział w walkach w składzie Samodzielnej Armii Nadmorskiej, wyróżniając się w obronie Odessy. Wykonał 162 loty bojowe, w tym 62 szturmowe na pozycje wojsk przeciwnika, poza tym strącił osobiście 4 i w grupie 8 samolotów wroga. 14 września 1941 został trafiony w walce powietrznej, po czym skierował płonący samolot na skupisko piechoty wroga w rejonie chutoru Ważnyj w obwodzie odeskim, ginąc przy tym. Jego imieniem nazwano ulicę w Odessie.

## Odznaczenia
- Złota Gwiazda Bohatera Związku Radzieckiego (pośmiertnie, 19 lutego 1942)
- Order Lenina (pośmiertnie, 19 lutego 1942)
- Order Czerwonego Sztandaru (dwukrotnie, 1940 i pośmiertnie 5 listopada 1941)